# Diablo Blvd
Diablo Blvd was een Belgische heavymetalband met als frontman Alex Agnew. De andere leden hadden reeds ervaring bij bands als A Brand, Born from Pain, Tangled Horns en Meuris. De band, die in 2005 werd gevormd, is genoemd naar het gelijknamige nummer van Corrosion of Conformity.

## Biografie
De band werd opgericht in 2005 door Alex Agnew en Dave Hubrechts. Later vervoegden Andries Beckers (ex-Born from Pain), Tim Bekaert (actief bij A Brand) en Kris Martens (actief bij Tangled Horns) de band. Een jaar later namen ze de demo Scarred and Undefeated op en tekenden ze bij PIAS.
In 2009 bracht Diablo Blvd hun eerste full-cd The Greater God uit. Het album werd geproducet door Ace Zec en bereikte de 33e positie in de Belgische albumhitparade. De band stond op verschillende grote Belgische festivals, zoals Graspop en Pukkelpop, en speelde in december 2010 ook een exclusief optreden in het Glazen Huis van Studio Brussel ten voordele van Music For Life.
In april 2011 bracht de groep een tweede cd, Builders of Empires, uit. Het album werd gemixt door Jens Bogren en piekte op de 21e positie in de Belgische albumhitparade. Kort daarop volgde hun eerste videoclip, Saint of Killers. Op 17 september 2012 kondigde Agnew in het Studio Brussel-programma Siska Staat Op aan dat hij zich na zijn huidige comedyseizoen volledig zou toeleggen op de band.
In 2014 volgde het derde album Follow The Deadlights, dat gemixt werd door Jay Ruston en gemasterd door Paul Logus. Voor de release van het nieuwe album organiseerde Diablo Blvd op 9 mei 2014 een eigen festival genaamd Diablo Fest (Part I). Het allereerste optreden vond plaats in Trix, waarbij de volgende bands hen vervoegden: Vanderbuyst, The Setup, King Hiss en Your Highness. Het album piekte op de 3e positie van de Belgische albumhitparade. De band tekende bij Nuclear Blast in november 2014. In januari 2015 verliet Dave Hubrechts de band. Tim Bekaert switchte van basgitaar naar gitaar. Tijdens een Europese tour speelde de band onder meer in het voorprogramma van Epica, Machine Head, Ace Frehley en Life of Agony.

## Bandleden
- Alex Agnew (zang)
- Tim Bekaert (gitaar)
- Andries Beckers (gitaar)
- Jan Rammeloo (basgitaar)
- Kris Martens (drums)

## Discografie

### Albums
| Album met hitnotering(en) in de Vlaamse Ultratop 200 albums | Datum van verschijnen | Datum van binnenkomst | Hoogste positie | Aantal weken | Opmerkingen |
| ----------------------------------------------------------- | --------------------- | --------------------- | --------------- | ------------ | ----------- |
| The Greater God                                             | 27-03-2009            | 11-04-2009            | 33              | 7            |             |
| Builders Of Empires                                         | 25-04-2011            | 30-04-2011            | 21              | 13           |             |
| Follow The Deadlights                                       | 17-05-2014            | 17-01-2015            | 3               | 22           |             |
| Zero Hour                                                   | 22-09-2017            | 30-09-2017            | 3               | 5            |             |

### Demo's
- 2006: Scarred and Undefeated

### Singles
- 2011: Black Heart Bleed
- 2013: Rise Like Lions
- 2014: Beyond the Veil, Follow the Deadlights, Son of Cain

### Muziekvideo's
- 2011: Saint of Killers
- 2014: Follow the Deadlights, Son of Cain